# Cédric Morand
Cédric Morand (1976) è un ex sciatore alpino francese.

## Biografia
Morand, specialista delle prove veloci, in Coppa Europa esordì il 17 gennaio 1995 a La Thuile in discesa libera (53º) e ottenne l'unico podio il 21 dicembre 1998 ad Altenmarkt-Zauchensee in supergigante (3º); in Coppa del Mondo esordì il 9 gennaio 1999 a Schladming in supergigante (46º), ottenne il miglior piazzamento il 5 marzo successivo a Kvitfjell in discesa libera (44º) e prese per l'ultima volta il via il giorno dopo nella medesima località in supergigante, senza completare la prova. Si ritirò al termine della stagione 2000-2001 e la sua ultima gara fu il supergigante dei Campionati svizzeri 2001, disputato il 28 marzo a Sankt Moritz e non completato da Morand; non prese parte a rassegne olimpiche o iridate.

## Palmarès

### Coppa Europa
- Miglior piazzamento in classifica generale: 73º nel 1999
- 1 podio:
  - 1 terzo posto

### South American Cup
- Miglior piazzamento in classifica generale: 7º nel 2001
- 2 podi:
  - 1 secondo posto
  - 1 terzo posto